# 博莱讷
博莱讷（法語：Bollène，法語發音：[bɔlɛn]）是法国普罗旺斯-阿尔卑斯-蓝色海岸大区沃克吕兹省的一个市镇，属于阿维尼翁区。

## 地理
博莱讷（44°16'49"N, 4°44'56"E）面积54.03 平方千米，位于法国普罗旺斯-阿尔卑斯-蓝色海岸大区沃克吕兹省，该省份为法国东南部内陆省份，北起德龙省，西北接阿尔代什省，西接加尔省，南至罗讷河口省，东南角与瓦尔省接壤，东临上普罗旺斯阿尔卑斯省。
与博莱讷接壤的市镇（或旧市镇、城区）包括：皮埃尔拉特、罗什居德、圣保罗三堡城、圣雷斯蒂蒂、叙兹拉鲁斯、罗讷河畔拉莫特、拉帕吕、蒙德拉贡。
博莱讷的时区为UTC+01:00、UTC+02:00（夏令时）。

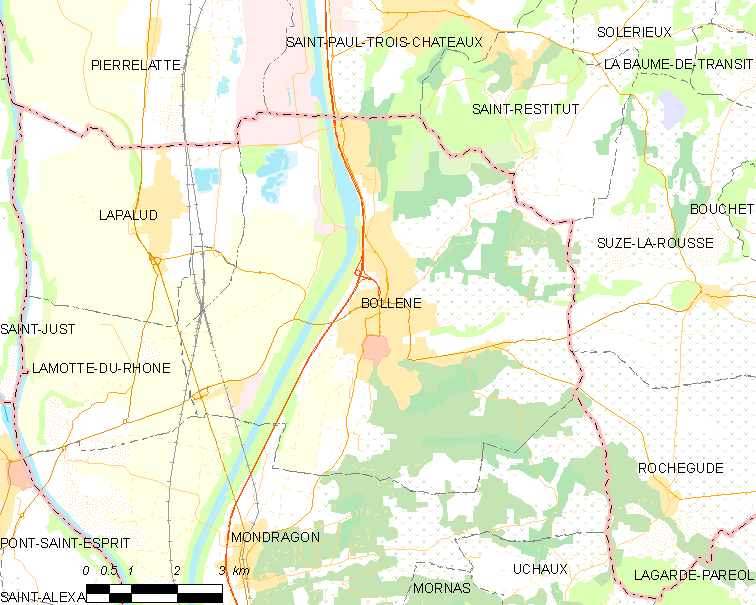
博莱讷的OSM定位图

## 行政
博莱讷的邮政编码为84500，INSEE市镇编码为84019。

## 政治
博莱讷所属的省级选区为博莱讷县。

## 交通
博莱讷巡洋舰站是巴黎－马赛铁路上的一站。

## 人口

1962-2008年间博莱讷人口变化图示

博莱讷于2022年1月1日时的人口数量为13871人。